# ニューレグリン1
ニューレグリン1（英: neuregulin 1）またはNRG1は、ヒトではNRG1遺伝子にコードされる上皮成長因子（EGF）ファミリーのタンパク質であり、またEGFR（ErbB）ファミリーの受容体に対して作用するニューレグリンファミリーに属する4種類のタンパク質のうちの1つである。NRG1遺伝子からは選択的スプライシングによって多数のアイソフォームが産生され、広範囲にわたる機能が可能となっている。神経系や心臓の正常な発生に必要不可欠である。

## 構造
ニューレグリン1（NRG1）は、細胞間シグナル伝達を媒介する膜貫通型糖タンパク質であり、複数の器官で成長と発生に重要な役割を果たしている。NRG1遺伝子からは、非常にバラエティに富むさまざまなアイソフォームが選択的スプライシングや選択的プロモーターの使用によって産生されることが知られている。これらのアイソフォームは組織特異的に発現する。それらの構造も大きく異なり、I、II、III、IV、V、VIに分類されている。

## 機能

### シナプス可塑性
ニューレグリン1はシナプス可塑性に関与していると考えられている。皮質投射ニューロン内でのニューレグリン1の喪失によって、抑制性連絡の増加とシナプス可塑性の低下が引き起こされることが示されている。同様に、ニューレグリン1の過剰発現によっても興奮性・抑制性連絡の破壊、シナプス可塑性の低下、樹状突起スパインの異常な成長が引き起こされる。このように、中枢神経系での興奮性・抑制性連結の複雑なバランスを維持するためにはニューレグリン1の量をきめ細かく調節することが必要であり、その系の破壊は統合失調症患者に広くみられるシナプス可塑性の異常に寄与している可能性がある。

## アイソフォーム
N末端が異なるアイソフォームが少なくとも6種類知られている。ヒトと齧歯類の双方で6種類が存在し、タイプI、II、IIIは興奮性・抑制性ニューロンやアストロサイトで発現しており、IとIVは神経活動によって調節される。タイプIとIIには、Ig様ドメインとEGF様ドメインが含まれている。EGF様ドメインは全てのアイソフォームに共通する唯一の領域であり、タイプIIIはIg様ドメインを欠く。
| タイプ | 別名 |
| ------ | --- |
| I      | ヘレグリン (Heregulin), NEU differentiation factor (NDF), or acetylcholine receptor inducing activity (ARIA) |
| II     | Glial Growth Factor-2 (GGF2)                                                                                 |
| III    | Sensory and motor neuron-derived factor (SMDF)                                                               |
| IV     | |
| V      | |
| VI     | |

## 臨床的意義
ニューレグリン1とErbB4との間の相互作用は、統合失調症の病理に関与していると考えられている。2002年、アイスランド集団にみられる統合失調症高リスクハプロタイプがNRG1遺伝子の5'末端に発見された。2006年、この高リスクハプロタイプ内の一塩基多型SNP8NRG243177が統合失調症患者の脳におけるNRG1タイプIVアイソフォームの高発現と関係していることが示された。こうした研究により、ニューレグリン1-ErbB4シグナル伝達複合体の新たな抗精神病治療薬の標的としての可能性が浮き彫りとなった。
さらに、ニューレグリン1は不安関連行動を調節することが示されている。内在性のニューレグリン1は、扁桃体外側基底核内のGABA作動性ニューロン上に発現しているErbB4受容体へ結合する可能性がある。高い不安関連行動を示すマウスの扁桃体外側基底核に対するニューレグリン1の外因的投与によって抗不安作用がもたらされ、この作用はGABA作動性神経伝達の亢進によるものである。
ニューレグリンは中枢神経系の軸索のミエリン化に関与していることが示されている。中枢神経系におけるミエリン化機構には、神経活動非依存的なもの、そしてオリゴデンドロサイト上でのグルタミン酸によるNMDA受容体の活性化によって促進されるもの、という少なくとも2つの様式が存在する。ニューレグリンは、神経活動非依存的な様式からNMDA受容体へのグルタミン酸結合に依存的な様式への切り替えに関与している。中枢神経系の軸索上に存在するニューレグリン1はその受容体であるErbB4と相互作用することでその軸索のミエリン化を促進しており、このシグナル伝達の破壊によってミエリン化は低下すると考えられている。
ニューレグリン1は脳卒中による損傷から脳を保護する作用を有する可能性もある。また、ニューレグリン1の特定の遺伝的多型は創造性の高さと関係している可能性がある。
NRG1ががん抑制遺伝子である証拠が得られている。
また、ニューレグリン1がシュワン細胞の成熟、生存、運動性に重要な役割を果たしていることを示す証拠も得られている。

### 心臓
ニューレグリン1は内皮細胞から放出される心臓作用性の成長因子であり、心臓の発生、構造の維持、機能的完全性に必要とされる。ニューレグリン1とその受容体となるErbBファミリーは、心筋細胞の生存の促進、サルコメア構造の改善、Ca2+恒常性の維持、ポンプ機能の亢進によって、慢性心不全（CHF）の治療に有益な役割を果たす場合がある。ニューレグリン1/ErbBの下流のエフェクターには、心筋特異的ミオシン軽鎖キナーゼ（cMYLK）、PP1、SERCA2、FAKなどがある。こうした有益な効果のため、組換え型ヒトニューレグリン1（rhNRG-1）はCHFに対する治療薬としての可能性がある。
成体ラットの心室筋細胞に対するニューレグリン1処理によって、ErbB2、FAK、p130(CAS)からなるタンパク質複合体の形成が刺激される。この複合体は孤立した心筋細胞間の接触の回復を調節し、同期した拍動を可能にする。さらに、FAKはサルコメア構造の維持、細胞生存、心筋細胞間相互作用にも関与している。サルコメアに対するニューレグリン1の作用は、細胞毒性薬などのストレス因子による構造的錯綜から心筋を保護する。
ウイルス感染、細胞毒性薬、酸化ストレスといったストレス条件下では、ニューレグリン1/ErbBシグナルの活性化によって心筋細胞はアポトーシスから保護される。胚や新生児の心筋細胞とは対照的に、成体の心筋細胞は終末分化を迎えており、増殖能を喪失している。そのため、成体の心筋細胞の成長は一般的に肥大と収縮タンパク質の増加によって特徴づけられる。しかしながら、ニューレグリン1は過形成を介して心筋再生を促進し、梗塞領域周辺の肥大を防いでいることが示されている。
cMLCKタンパク質は、ミオシン軽鎖の活性化を介してサルコメアの組み立てを調節する重要な因子であるとともに、心収縮にも関与している。平滑筋や骨格筋のミオシン軽鎖キナーゼとは対照的に、cMLCKの発現は心筋細胞に限定されている。cMLCKの過剰発現は細胞の収縮性の増加をもたらす。CHFラットモデルでは、心筋細胞に対するrhNRG-1処理によってcMLCKの発現の大幅なアップレギュレーションが引き起こされ、心筋構造とポンプ機能の双方に改善がみられる。このように、cMLCKはニューレグリン1/ErbBシグナルによって調節される下流のタンパク質であり、rhNRG-1によるCHFの改善に関与している。
心不全の発症には、カルシウム恒常性の変化が関与していることが示唆されている。SERCA2はホスホランバン（PLB）による調節を受け、細胞質から筋小胞体へのカルシウムの取り込みを調節して心筋細胞の弛緩に寄与している。この過程は筋弛緩後の筋小胞体のカルシウム量の決定にも重要であり、そのため心収縮にも影響を及ぼす。PP1はPLBを脱リン酸化し、SERCA2の活性を阻害する。心不全が生じた心臓では、PP1の発現がアップレギュレーションされており、PLBの脱リン酸化の増大とSERCA2活性の低下が引き起こされている。

## 相互作用
ニューレグリン1は、ERBB3やLIMK1と相互作用することが示されている。統合失調症と関係したニューレグリン1のミスセンス変異をヘテロ接合型で有する保因者のリンパ芽球では、野生型と比較してサイトカインの発現の変化がみられる。
具体的には、このミスセンス変異はタイプIIIニューレグリン1の膜貫通ドメイン内でのバリンからロイシンへの変化を伴う一塩基置換である。この一塩基置換は、γ-セクレターゼによるニューレグリン1タイプIIIアイソフォームの細胞内ドメイン（ICD）の切断に影響を及ぼすと考えられている。すなわち、膜貫通ドメイン内のバリンからロイシンへの変異はγ-セクレターゼが切断できるICDの量の減少をもたらす。タイプIIIニューレグリン1のICDは、IL-1β、IL-6、IL-8、IL-10、IL12-p70、TNF-αなどの炎症性サイトカインの転写を抑制することが示されている。タイプIIIニューレグリン1の受容体である組換え型ErbB4を用いてICDの切断を刺激することで、ICD濃度の上昇、そしてIL-6濃度の低下が引きこされる。ニューレグリン1が統合失調症に関与していることやバリンからロイシンへのミスセンス変異がマウスでワーキングメモリーの欠陥を引き起こすことから、NRG1は統合失調症の発症感受性の遺伝的候補であるようである。

## 関連文献
- “(Review) Neuregulin-1, a key axonal signal that drives Schwann cell growth and differentiation”. Glia 56 (14):  1491–1497. (Sep 2008). doi:10.1002/glia.20753. PMID 18803318.
- “William L. McGuire Memorial Symposium. The role of erbB2 signal transduction pathways in human breast cancer”. Breast Cancer Res. Treat. 27 (1–2):  83–93. (1994). doi:10.1007/BF00683195. PMID 7903175.
- “Neuregulin 1-erbB signaling and the molecular/cellular basis of schizophrenia”. Nat. Neurosci. 7 (6):  575–80. (2004). doi:10.1038/nn1258. PMID 15162166.
- “Neuregulin 1 and schizophrenia: genetics, gene expression, and neurobiology”. Biol. Psychiatry 60 (2):  132–40. (2006). doi:10.1016/j.biopsych.2005.11.002. PMID 16442083.
- “Association of the NRG1 gene and schizophrenia: a meta-analysis”. Mol. Psychiatry 11 (6):  539–46. (2006). doi:10.1038/sj.mp.4001817. PMID 16520822.